# Szubienicapestycydybroń
Szubienicapestycydybroń – singiel polskiego rapera Quebonafide promujący jego album Romantic Psycho, wyprodukowany przez Mr Krime'a. Wydawnictwo, w formie digital download ukazało się 1 kwietnia 2020 roku nakładem QueQuality.
Kompozycja była promowana teledyskiem, za reżyserię odpowiadają Mateusz Białęcki, Kamil “Tarniu” Tarnowski oraz Kuba Grabowski. 

## Notowania

### Listy airplay
| Autor                           | Notowanie         | Najwyższa pozycja |
| ------------------------------- | ----------------- | ----------------- |
| Związek Producentów Audio-Video | AirPlay – Top     | 39                |
| Związek Producentów Audio-Video | AirPlay – Nowości | 2                 |

## Certyfikaty
| Kraj          | Certyfikat      | Sprzedaż |
| ------------- | --------------- | -------- |
| Polska (ZPAV) | platynowa płyta | 50 000+  |